# Sumówka
Sumówka (ukr. Сумівка) – wieś na Ukrainie w rejonie berszadzkim należącym do obwodu winnickiego, na wschodnim Podolu.

## Historia
W czasach I Rzeczypospolitej wieś leżała w województwie bracławskim w prowincji małopolskiej Korony Królestwa Polskiego. W 1789 była prywatną wsią należącą do Sobańskich. Odpadła od Polski w wyniku II rozbioru.
W 1881 został wybudowany pałac przez Kazimierza Sobańskiego. Postawiony według projektu Gąsiorowskiego w części środkowej parterowy w skrzydłach, nakrytych łamanym dachem, piętrowy. Sobańscy zgromadzili tu wartościową kolekcję dzieł sztuki, której część znajduje się obecnie w Muzeum Narodowym w Warszawie. Ostatnich właścicieli pałacu zamordowali bolszewicy w 1919, a po 1920 pałac został zniszczony. Obiekt zachował się szczątkowo.
Na terenie wsi znajdują się pozostałości dawnych osad kultury czerniachowskiej z II-IV wieku.